# رئو
رئو از شخصیت‌های تنخ یهودی و عهد عتیق در انجیل است که نخستین بار نامش در کتاب پیدایش و در زمره رؤسای طوایف سامی آمده ‌است او پسر فالج پسر عابر پسر صالح پسر ارفکشاد پسر سام بود و ششمین نوادهٔ نوح و شانزدهمین نواده آدم به شمار می‌رفت. او پدر سروج، پدربزرگ ناحور و جداعلای ابراهیم بود.در هنگام تولد رئو، به دستور نمرود برج بابل ساخته شد. در هنگام تولد سروج او ۳۲ سال داشت. رئو تا ۲۳۹ سالگی زندگی کرد و پسران و دختران آورد. نام رئو در نسب‌نامه عیسی و نیز در نسب‌نامه محمد پیغمبر اسلام ذکر شده است.

## معنی واژه رئو
(به اوستایی: به معنای باشکوه است.مانند  رئوهوم یا رئوهام به معنای شراب باشکوه)
(به عبری: רְעוּ یا מחדש)  به معنی «بنگر» یا «اینک» که در معنی تحسین کردن نیز به کار می‌رود.